# Cape Palliser Lighthouse
Cape Palliser Lighthouse ist ein Leuchtturm auf Cape Palliser in der Region Wellington im Süden der Nordinsel Neuseelands. Er wird von Maritime New Zealand betrieben.
Der zylindrische gusseiserne Turm wurde 1897 erbaut und am 27. Oktober desselben Jahres ursprünglich mit einer Öllampe in Betrieb genommen. Der 18 m hohe Turm ist mit rot-weißen Ringen angestrichen und steht in 58 m Höhe auf dem Kap. Die Leuchtturmwärter wurden alle drei Monate von See aus mit Vorräten versorgt, was sich an der Felsküste als schwierig erwies, so dass es oftmals zum Verlust von Gütern kam. Bei rauer See wurden die Versorgungsgüter auch in der besser geschützten, aber 6 km entfernten Kawakawa Bay entladen. Das Haus des Leuchtturmwärters und die Lagerschuppen befanden sich bei diesem Leuchtturm an der Küste, so dass man sie zumindest nicht – wie bei anderen neuseeländischen Leuchttürmen – auf Schienenwagen zum Leuchtturm hinauf schaffen musste.
1954 wurde der Turm elektrifiziert, die Stromversorgung erfolgte über einen Dieselgenerator. 1967 wurde der Turm an das Stromnetz angeschlossen. Ein Dieselgenerator verblieb als Notstromversorgung. 1986 wurde der Turm automatisiert und wird seitdem wie alle Leuchttürme Neuseelands von einem Kontrollraum in Wellington aus gesteuert.
Der Leuchtturm kann über eine 1902 gebaute Treppe mit mehr als 250 Stufen erreicht werden, die den vorherigen gefährlichen Aufstieg auf einem unbefestigten Pfad über die Klippen des Kaps ersetzte. Der Brennstoff des Leuchtturmes wurde mit einer Handwinde die Klippen hinaufgezogen.